# Барбоса, Хонатан
Джонатан Даниэль Барбоса Бонилья (исп. Jonathan Daniel Barboza Bonilla; родился 2 ноября 1990 года, Монтевидео) — уругвайский футболист, полузащитник.

## Биография
Барбоса начал профессиональную карьеру в столичном клубе «Ливерпуль». В 2010 году для получения игровой практики он на правах аренды выступал за «Рентистас». Летом 2011 года Барбоса вернулся в «Ливерпуль». 13 августа в матче против столичного «Расинга» он дебютировал в уругвайской Примере. 20 ноября в поединке против «Феникса» Джонатан забил свой первый гол за «Ливерпуль».
Летом 2014 года Барбоса был арендован швейцарским «Лугано». 10 августа в матче против «Ле-Мона» он дебютировал в Челлендж-лиге.
В начале 2015 года Барбоса на правах аренды присоединился к «Суд Америка». 18 апреля в матче против «Дефенсор Спортинг» он дебютировал за новую команду. По окончании аренды «Суд Америка» выкупил трансфера Барбосы. 12 ноября 2016 года Джонатан в поединке против «Феникса» забил свой первый гол за клуб. Летом 2017 году Барбоса перешёл в «Серро». 4 февраля в матче против «Расинга» он дебютировал за новую команду. 24 марта 2018 года в поединке против «Дефенсор Спортинг» Джордан забил свой первый гол за «Серро». Летом того же года Барбоса на правах аренды перешёл в колумбийский «Индепендьенте Медельин». 30 июля в матче против «Бояка Чико» он дебютировал в колумбийской Серии A.
В начале 2019 года Барбоса вернулся на родину, подписав контракт с «Монтевидео Уондерерс». 16 февраля в матче против столичного «Ривер Плейта» он дебютировал за новый клуб. 18 октября в поединке против «Дефенсор Спортинг» Джонтан забил свой первый гол за «Монтевидео Уондерерс».